# エクセターセントデイビッド駅
エクセターセントデイビッド駅（エクセターセントデイビッドえき、英語: Exeter St David's railway station）は、イギリス・デヴォンのエクセターにある鉄道駅。
1844年、ブリストル・アンド・エクセター鉄道（B＆ER）の終点として開業した。現在、グレートウエスタン鉄道によって管理されており、グレートウエスタン鉄道、サウスウエスタン鉄道（英語: South Western Railway (train operating company)）、クロスカントリーの列車が運行している。

## 歴史

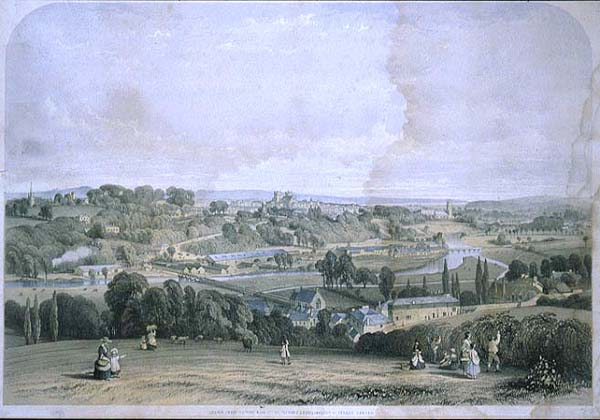
ウィリアム・スプリートによって描かれた、1844年のセントデイビッドを描いた版画

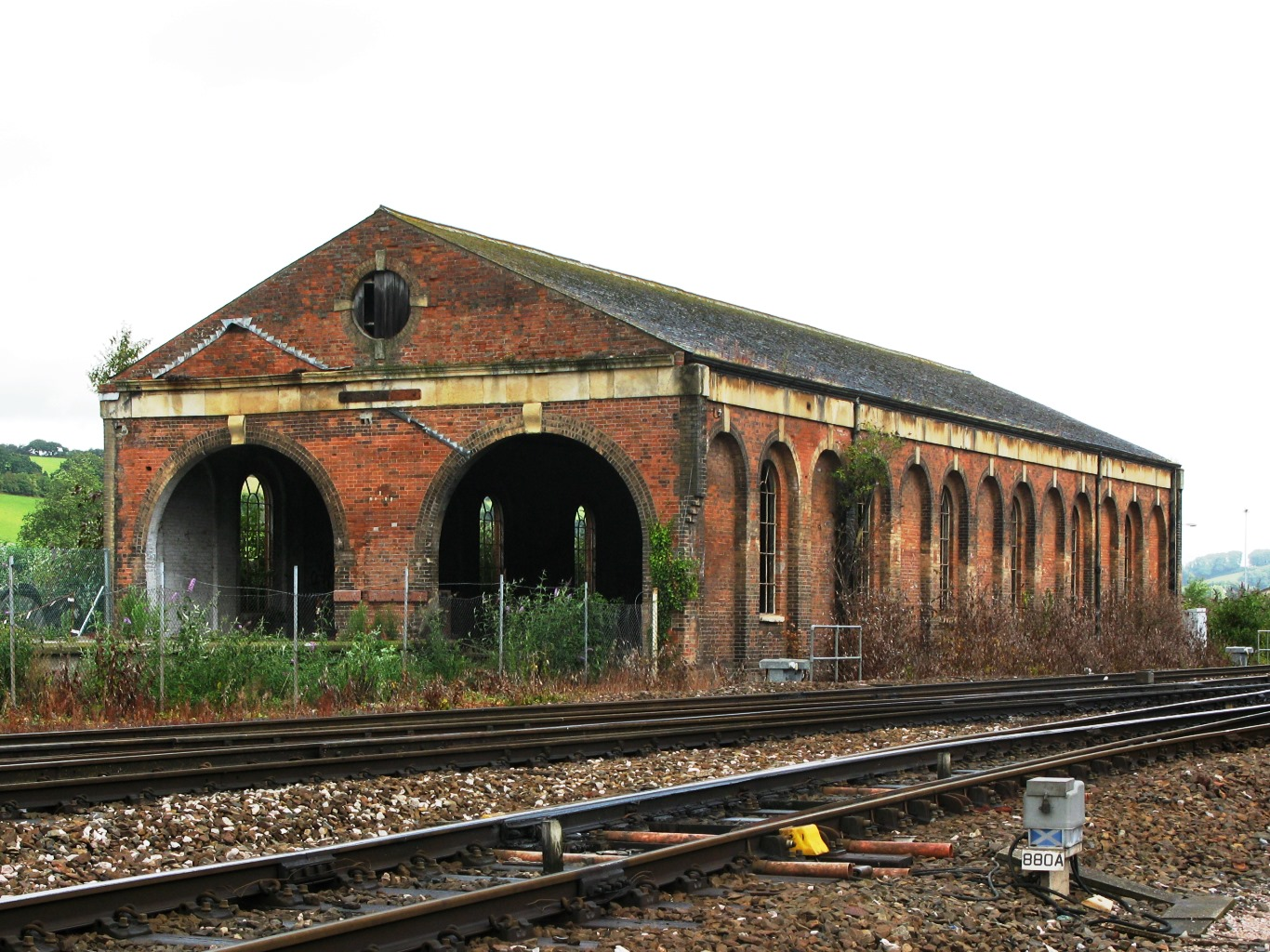
1860年代に建てられた貨物上屋

エクセターセントデイビッド駅は、1844年5月1日にブリストル・アンド・エクセター鉄道によって開設された。設計者はイザムバード・キングダム・ブルネル。2つのプラットホームは両方とも単式ホームであり、線路の東側に設置されていた。そのため、プラットホームがエクセター市街地に近く旅行客にとって非常に便利であった半面、多くの列車が他の列車の前を横切らなければならなかった。
当初は駅が路線の終点であったためそれほど問題にならなかったが、1846年5月30日、サウスデヴォン鉄道会社（英語: South Devon Railway Company）（SDR）がプリマス駅に向かって西に路線を開通させた。B＆ERプラットフォームの南端にSDR用の車庫が建設された一方で、両社の貨物上屋と機関車用の車庫は駅と駅の西側を流れるエグゼ川の間に設置された。SDRは大気圧鉄道として設計されていたため、エグゼ川のほとりにポンピングエンジンを備えたエンジンハウスが建てられた。これは本来の目的では1年ほどしか使用されなかったが、その後数年間取り壊されなかった。
1851年5月12日には、エクセター・アンド・クレジットン鉄道（英語: Exeter and Crediton Railway）が駅を使用し始めた。ジャンクションとして、駅の少し北側にカウリー・ブリッジ・ジャンクション (Cowley Bridge Junction) が設けられた。この路線はB＆ERによって運営され、列車は既存のプラットフォームを利用していた。これらの鉄道はすべて7フィート（2,134 mm）の広軌で建設されていたが、1862年2月1日、4フィート8 1⁄2インチ（1,435 mm）ゲージ（標準軌）のロンドン・アンド・サウスウエスタン鉄道（英語: London and South Western Railway）（LSWR）がエクセター・セントラル駅から路線を引き込んだ。LSWRはエクセター・アンド・クレディトン鉄道を所有しており、標準軌の線路を自社専用路線として使用する一方で、B＆ERがクレディトンへの貨物列車を運行するために広軌の線路も維持された。

## 特徴

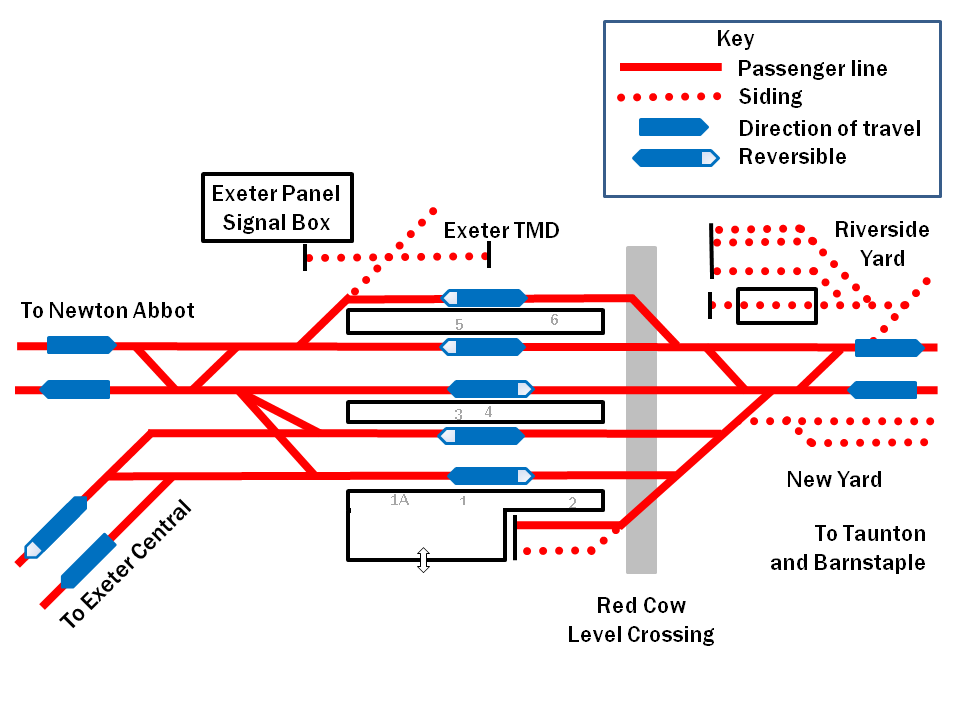
2009年時点での配線図

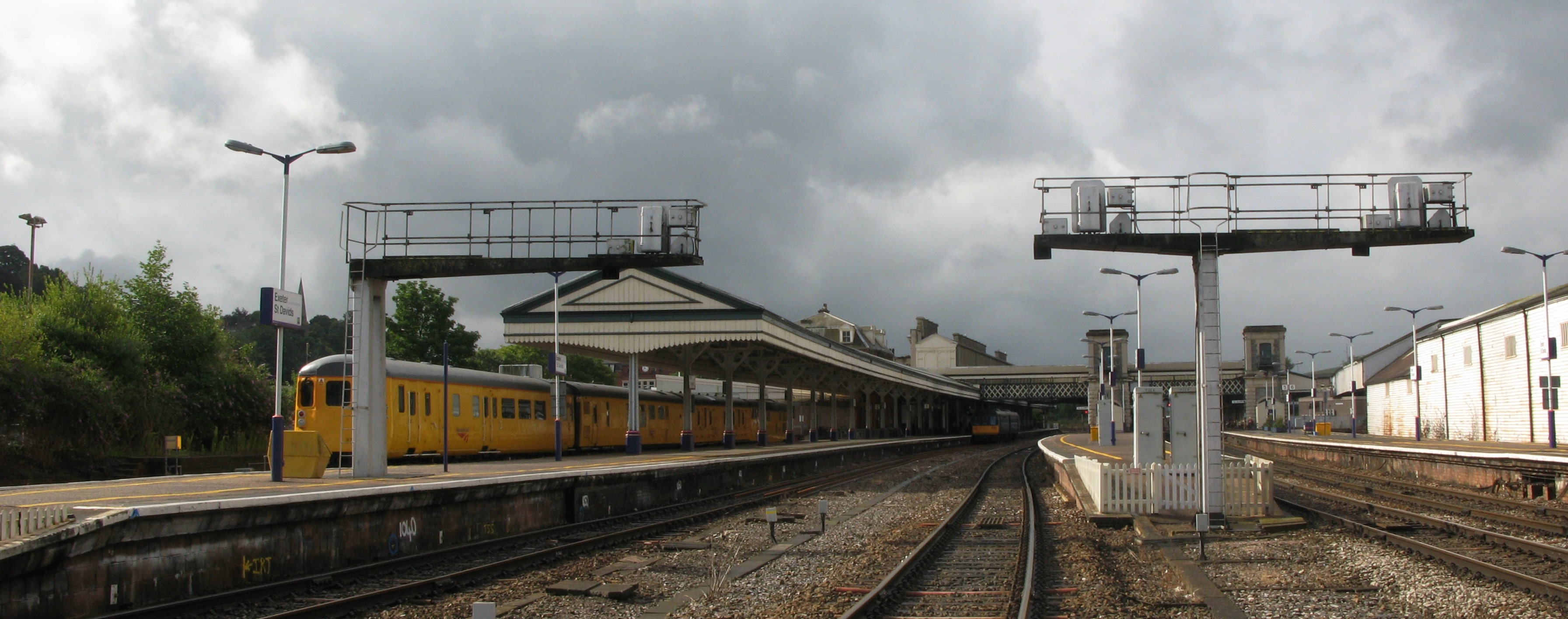
駅のすぐ北側にあるレッドカウ踏切からプラットホームを望む。2番線ホームにある黄色い列車はネットワーク・レール。3番線はまっすぐ伸びている。古い貨物上屋は右側にある。

駅入口は線路の東側にあり、歩いて15分ほどの市内中心部に面している。中心部やエクセター大学へのルートには、多くの案内標識が設置されている。また、駅から中心部への路線バスも頻繁に運行されている。
ロンドンのウォータールー駅へ向かう列車は、駅を出発したのち南東にあるエクセター・セントラル駅にも停車する。
メインのビュッフェと書店はどちらも改札の外だが、5・6番線には小さなビュッフェがある。駅の近くには、グレート・ウエスタン・ホテル (Great Western Hotel) やプレミア・イン・ホテル (Premier Inn hotel) などのホテルや様々な店が存在する。。

### バス
駅には、ステージコーチサウスウエスト（英語: Stagecoach South West）の路線バスが発着している。路線Hからハイストリートやロイヤルデヴォンとエクセター病院までのバス路線がいくつかある。56路線は、イギリス気象庁やエクセター空港に向かう。その他の路線には5A、5B、6、6A及び55Aがある。

## 路線

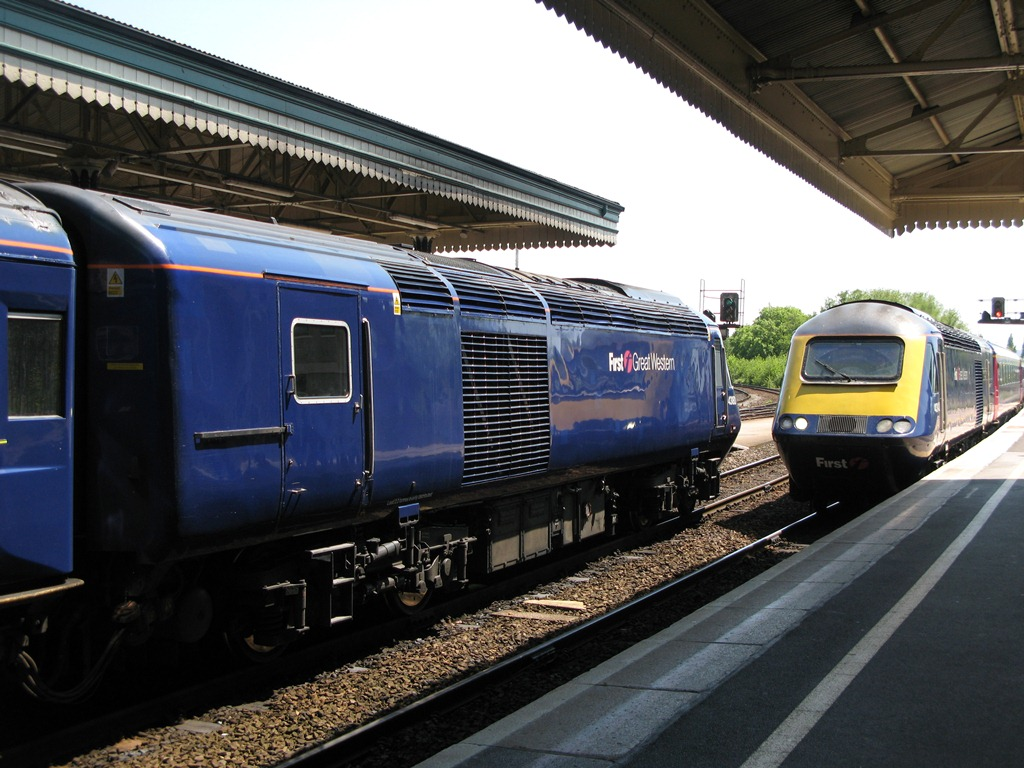
ロンドン・パディントン発着のグレートウエスタン鉄道の列車

駅はロンドンのパディントン駅からブリストル－エクセター線（英語: Bristol–Exeter line）を通り、プリマスとペンザンスまで続く鉄道の312.1キロメートル (193.9 mi)地点にある。また、ソールズベリー駅を経由してウォータールー駅へ向かうサウスウエスタン本線（英語: South Western main line）と、アヴォセット線（英語: Avocet Line）及びターカ線（英語: Tarka Line）の支線も乗り入れている。
この駅からロンドンへは向かう路線は2つ存在する。幹線としてはレディング－トーントン線（英語: Reading–Taunton line）を経由してパディントン駅へ向かうグレート・ウェスタン・レールウェイが一般的に挙げられるが 、サウス・ウエスタン・レールウェイの、イングランド西部本線からソールズベリーとベイジングストークを経由してウォータールー駅まで運行する路線もある。
このため、エクセターセントデイビッド駅はロンドン行きの列車が同じ駅から反対方向に出発している数少ない駅の1つである。パディントン行きの列車は北に向かい、ウォータールー行きの列車は一旦南に向かうがすぐに東に曲がり、エクセター・セントラル駅への急な上り坂に入る。
クロスカントリーは、長距離列車をこの駅からバーミンガム・ニューストリート駅、マンチェスター・ピカデリー駅、シェフィールド駅（英語: Sheffield station）、リーズ駅（英語: Leeds railway station）、ヨーク駅（英語: York railway station）、ニューカッスル駅（英語: Newcastle railway station）、エディンバラ・ウェイヴァリー駅、グラスゴー・セントラル駅、アバディーン駅（英語: Aberdeen railway station）まで運行している。

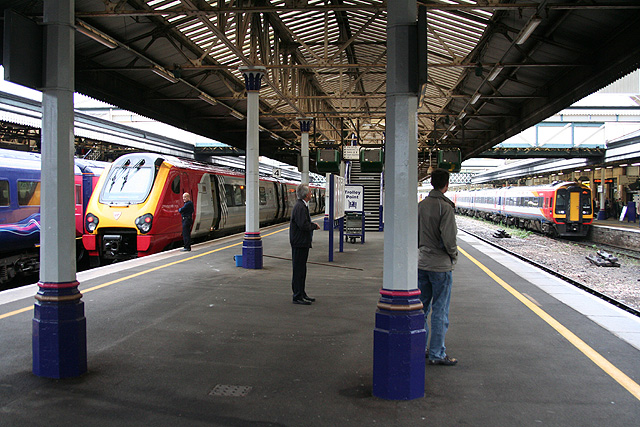
グレート・ウエスタン・レールウェイ、クロスカントリー、サウス・ウェスタン・レールウェイなど、様々な列車が停車するホーム